# Pazarić
Pazarić je naseljeno mjesto u sastavu općine Hadžići, Federacija Bosne i Hercegovine, BiH.

## Geografski položaj
Nalazi se 30 km jugozapadno od Sarajeva, na putu i pruzi Sarajevo-Mostar. Nalazi se ispod visokog zapadnog masiva Bjelašnice, koji se zove Hranisava i dostiže visinu od preko 2000 metara. U Pazariću se nalazi vojarna i Zavod za zaštitu djece i omladine u Resniku. 
U okolini mjesta ima mnogo vikend kuća. Pazarić je polazna stanica za planinarske ture na Bjelašnici, kroz selo Ljubovčići ka Šavnicima, Podgradini, Stanarima i Hranisavi.

## Stanovništvo
| Pazarić            |              |              |              |
| godina popisa      | 1991.        | 1981.        | 1971.        |
| Muslimani          | 880 (75,73%) | 673 (61,40%) | 647 (70,32%) |
| Srbi               | 185 (15,92%) | 186 (16,97%) | 191 (20,76%) |
| Hrvati             | 32 (2,75%)   | 36 (3,28%)   | 50 (5,43%)   |
| Jugoslaveni        | 43 (3,70%)   | 196 (17,88%) | 10 (1,08%)   |
| ostali i nepoznato | 22 (1,89%)   | 5 (0,45%)    | 22 (2,39%)   |
| ukupno             | 1.162        | 1.096        | 920          |